# FKS Avia Świdnik
Avia Świdnik – fabryczny klub sportowy, powstały w 1952 roku. W różnych okresach swojej historii prowadził m.in. sekcje:
- piłki nożnej
- piłki siatkowej (brązowy medal Mistrzostw Polski w 1976)
- boksu
- szachową (drużynowy Mistrz Polski z roku 1982, srebrne medale w 1979 i 1980 oraz brązowy w 1981)

Historia sekcji piłkarskiej Avii jest ściśle powiązana z powstaniem zakładu WSK (styczeń 1951) oraz zbudowanego wokół niego miasta. Brak rozrywek w budującym się mieście, chęć rywalizacji wśród jego mieszkańców, jak również popularność piłki nożnej sprawiły, że zawiązano klub piłkarski pod nazwą Robotniczy Klub Sportowy „Stal” Świdnik. Za datę oficjalnego debiutu przyjmuje się 1 maja 1952 r. Tego dnia na boisku Stali FSC przy „Nowej Drodze” w Lublinie rozegrano spotkanie piłkarskie pomiędzy Stalą FSC Lublin i Stalą Świdnik, które świdniczanie wygrali 3:2. Obecnie Avia Świdnik to dobrze rozwijający się klub sportowy zrzeszający zarówno młodych jak i starych fanatyków piłki nożnej, siatkówki, pływania, tenisa i wielu innych.